# Лоцманська контора Дніпровських порогів
Лоцманська контора Дніпровських порогів — історична адміністративно-територіальна одиниця Катеринославського повіту Катеринославської губернії.
Станом на 1886 рік — складалася з 4 поселень, 5 сільських громад. Населення — 4407 особи (2206 чоловічої статі та 2201 — жіночої), 791 дворове господарство.
|                     | Площа, десятин | У тому числі орної, дес. |
| ------------------- | -------------- | ------------------------ |
| Сільських громад    | 10713          | 7018                     |
| Приватної власності | —              | —                        |
| Іншої власності     | 99             | 61                       |
| Загалом             | 10812          | 7079                     |

Найбільше поселення волості:
- Лоцманська Кам'янка — село лоцманське при річці Дніпро в 7 верстах від повітового міста, 2063 особи, 396 дворів, православна церква, школа, 2 лавки, щоденний торжок. За 8 верст — постоялий двір.
- Старі Кодаки — село лоцманське при річці Дніпро, 962 особи, 165 дворів, православна церква, школа, лавка.
- Широке — село лоцманське при балці Широкій, 956 осіб, 162 двори, православна церква, школа, лавка, ярмарок. Село знаходилося на відстані від головної території волості у степу й спочатку визначалося як Лоцманські хутори.